# Kōfuku-ji
Kōfuku-ji (興福寺 kōfuku-ji?) este unul dintre cele mai vechi temple budiste din Japonia, situat din orașul Nara, vechea capitală a țării. Kōfuku-ji este templul principal al sectei budiste Hossō și unul dintre cele 8 Monumente istorice ale Narei antice incluse în Patrimoniul Mondial UNESCO.

## Istorie
Kōfuku-ji a fost construit pentru prima dată în anul 669 ca sediu al sectei budiste Hossō, de către soția nobilul Fujiwara no Kamatari. Inițial, templul s-a aflat la Yamashina, în provincia Yamashiro (actuala prefectură Kyoto) și s-a numit Yamashina-dera, dar apoi a fost mutat în anul 710 în noua capitală Nara.
Fiind unul dintre templele familiei Fujiwara, Kōfuku-ji s-a bucurat de protecție și de prosperitate. Datorită acestui fapt, templul a exercitat o mare influență asupra curții imperiale, chiar și după mutarea capitale la Heian-kyo în anul 794. 
În incinta mănăstirii sale Kōfuku-ji cuprindea numeroase altare, pagode și biblioteci. Era unul dintre cele mai mari temple din Japonia medievală și avea propria sa armată de călugări războinici (sōhei). Din cauza bogăției și influenței sale, Kōfuku-ji a intrat în conflict cu alte mari temple existente în Japonia în aceea perioadă. Așa se face că de-a lungul timpului templul a fost reconstruit de mai multe ori deoarece suferit numeroase incendii provocate în urma conflictelor armate, cele mai devastatoare fiind cele din 1532 și 1717. În prezent Kōfuku-ji este unul dintre cele mai celebre monumente din Nara, făcând parte din Patrimoniul Mondial UNESCO.

## Arhitectură și atracții

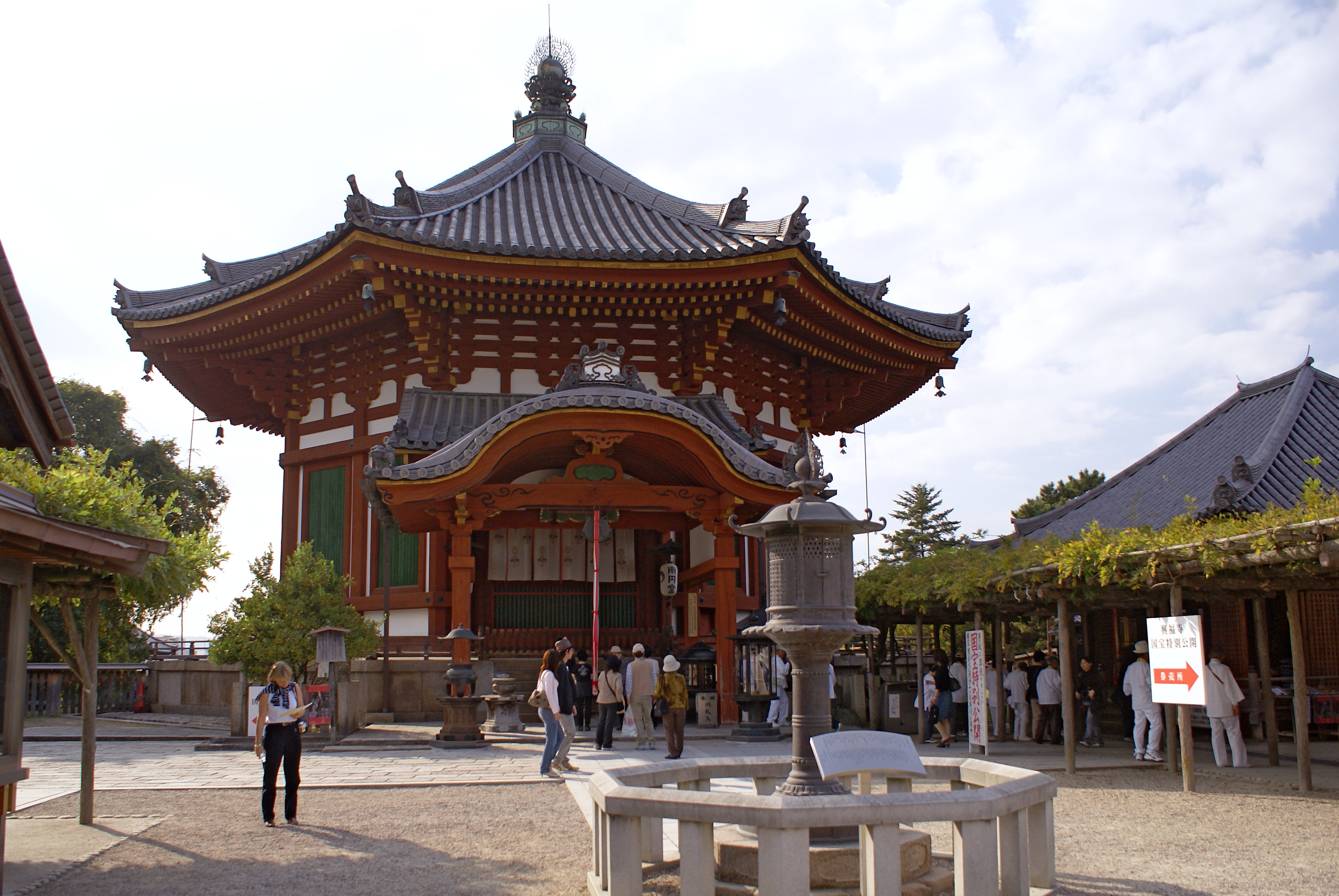
Sala Nan-en-dō (南円堂, Nan-en-dō)

Kōfuku-ji este unul dintre cele mai vechi temple budiste din Japonia și îi este dedicat lui Buddha Shakyamuni (Shaka Nyorai). Arhitectura sa este una inspirată după cea a templelor chineze specifice dinastiei Tang. În prezent complexul său monahal cuprinde numeroase clădiri cele mai importante fiind: sala de aur de răsărit (Tōkon-dō), sala de nord (Hoku'en-dō), sala de sud (Nan'en-dō), pagoda cu cinci etaje (Gojū-no-tō) și pagoda cu trei etaje (Sanjū-no-tō). De asemenea mai există și alte cladiri cum ar fi băi, biblioteci, săli de mese etc.
Sala de sud (Nan'en-dō) este pe locul 9 în ruta celor 33 de sanctuare ale pelerinajului Saigoku Kannon făcut în onoarea lui bodhisattva Avalokiteśvara (Kannon bostasu). În această sală se află statuia lui Fukūkansaku Kannon, una dintre manifestările acestei zeițe milostive. Printre alte atracții ale templului se numără marea colecție de statui printre care cele mai importante sunt statuia lui Buddha Bhaisajyaguru (Yakushi Nyorai), statuile celor doi paznici cerești (Niō) și statuile celor opt paznici supranaturali ai lui Buddha (Hachibushū).

## Fotogalerie

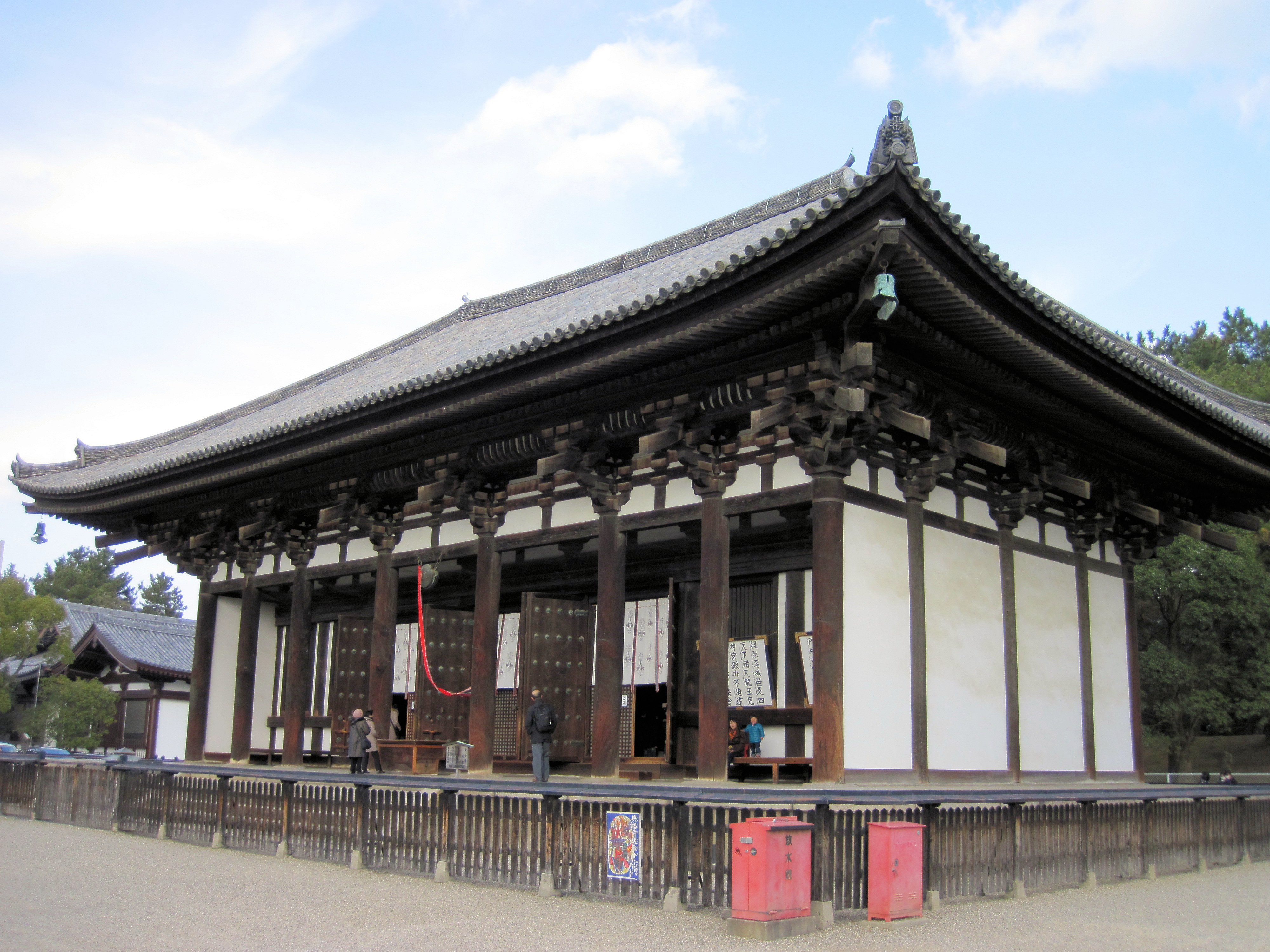
Sala de aur de răsărit
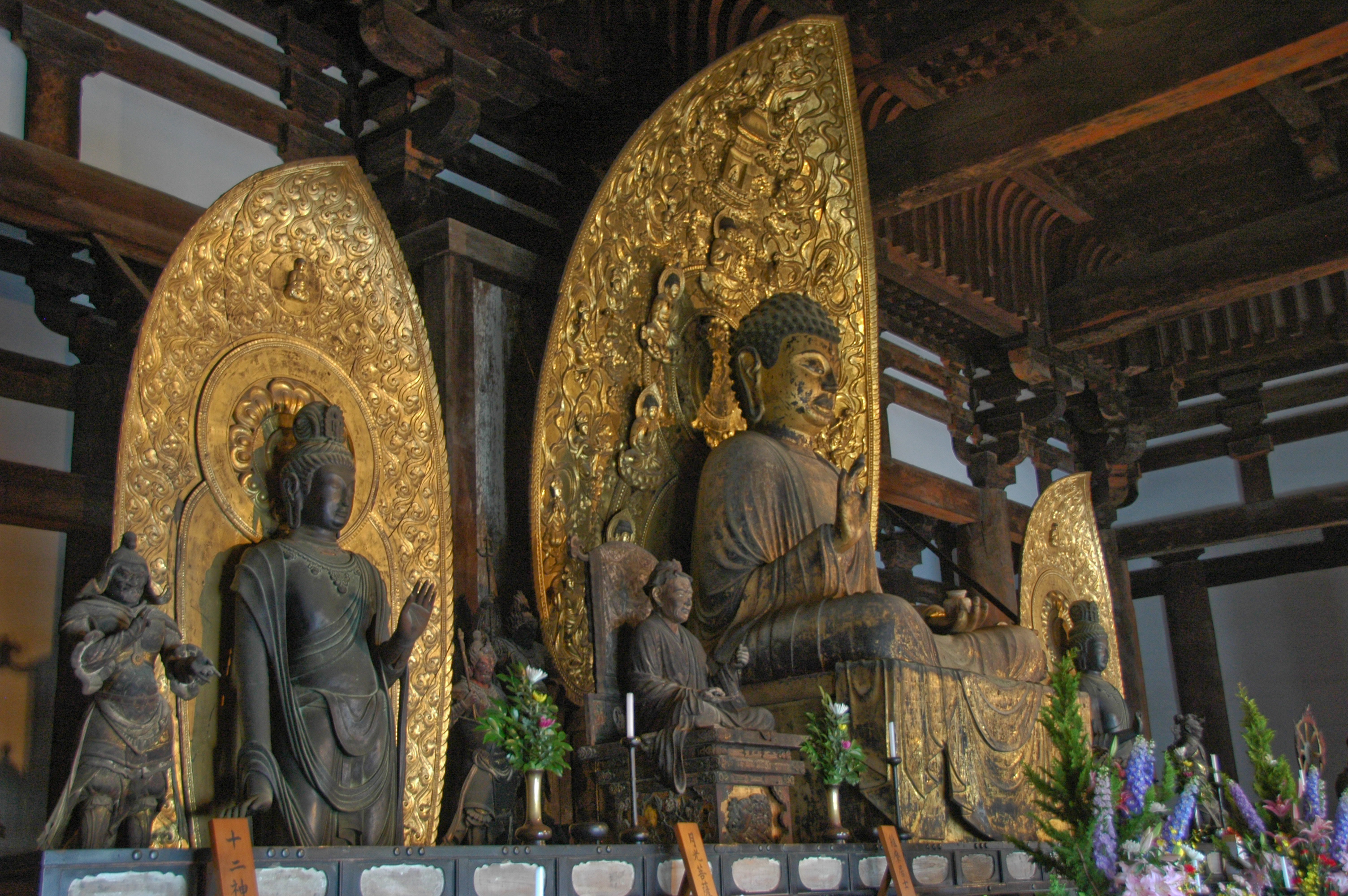
Statuia Yakushi Nyorai
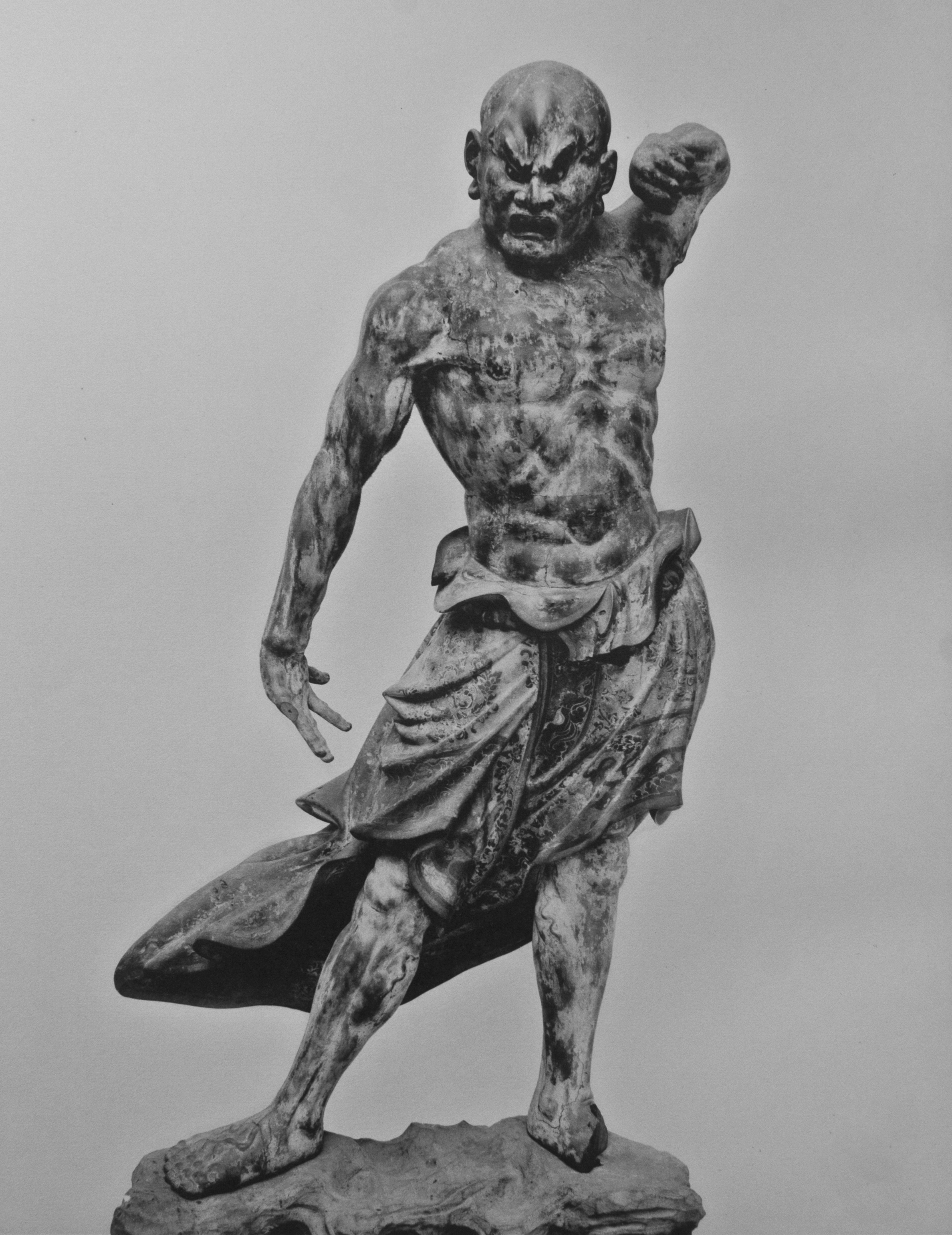
Statuia unui Niō
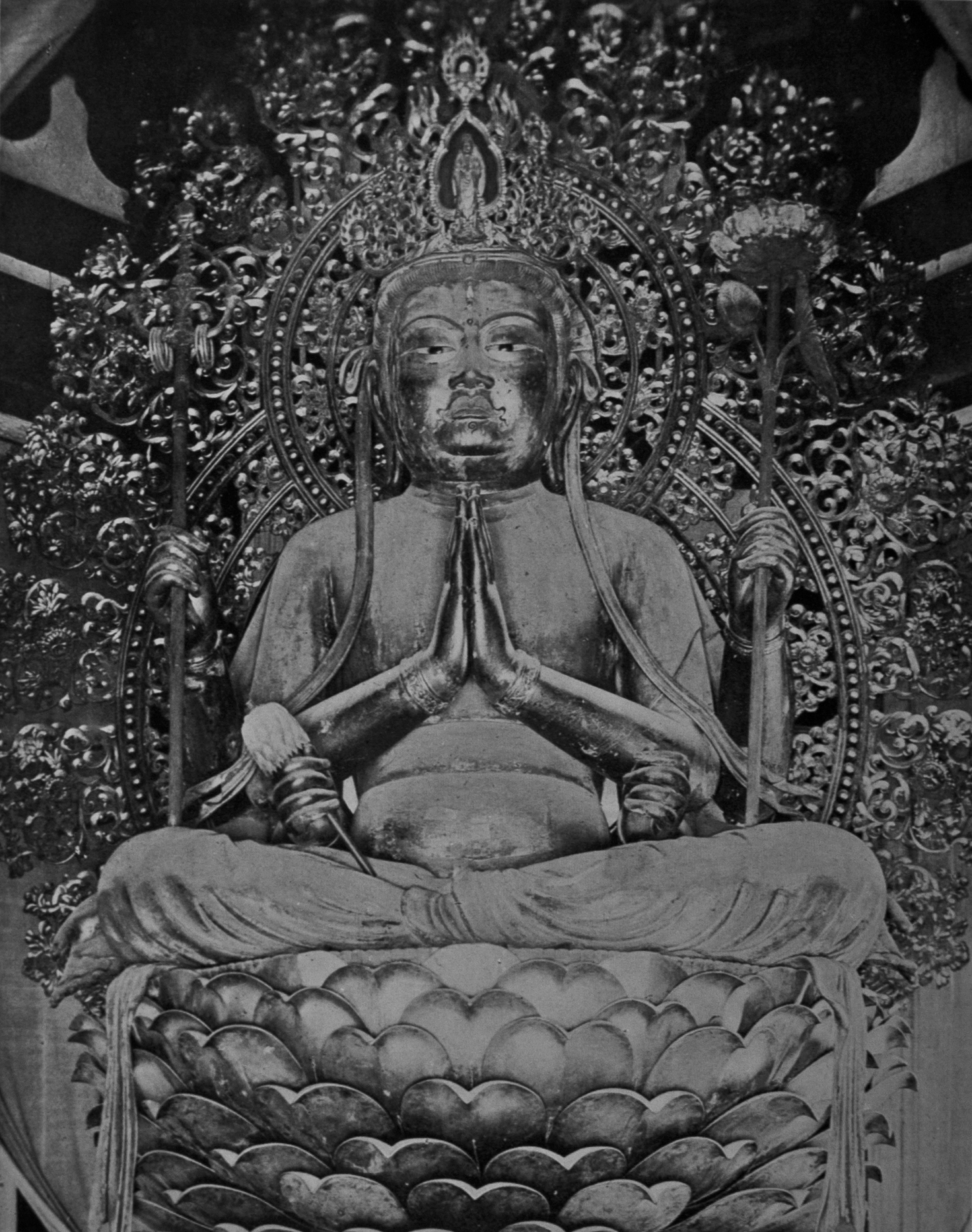
Statuia lui Fukūkansaku Kannon
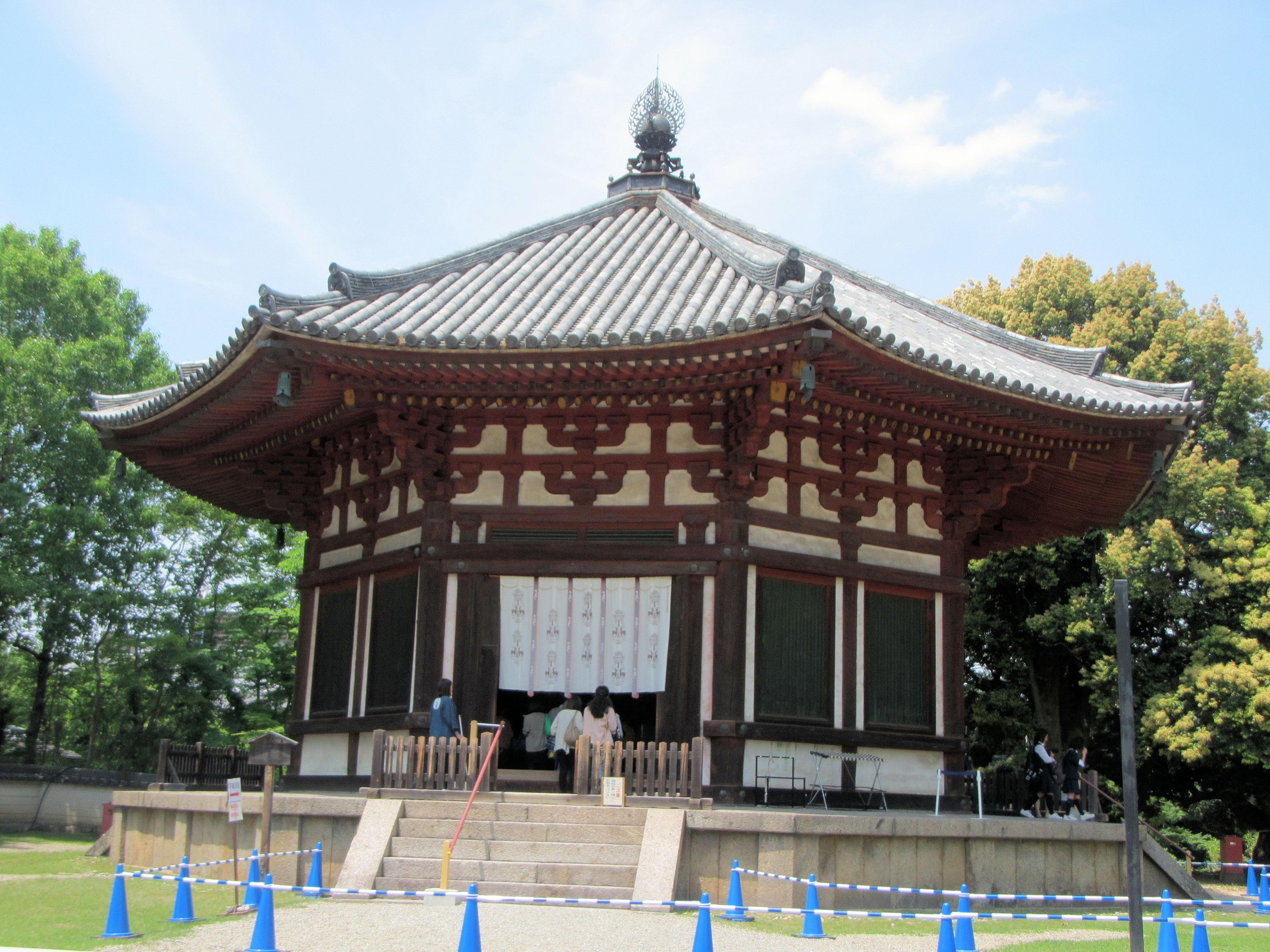
Sala de nord
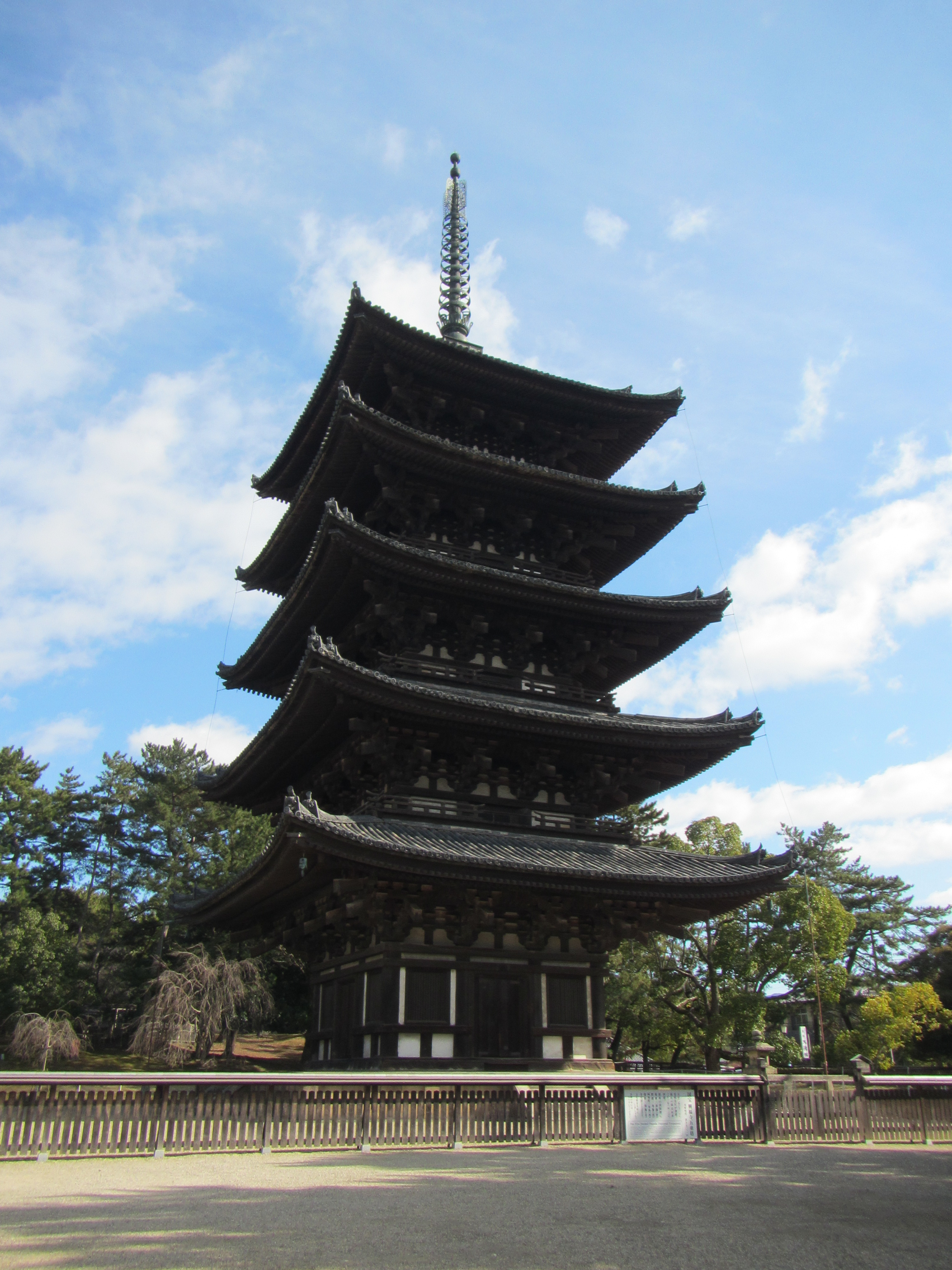
Pagoda cu 5 etaje
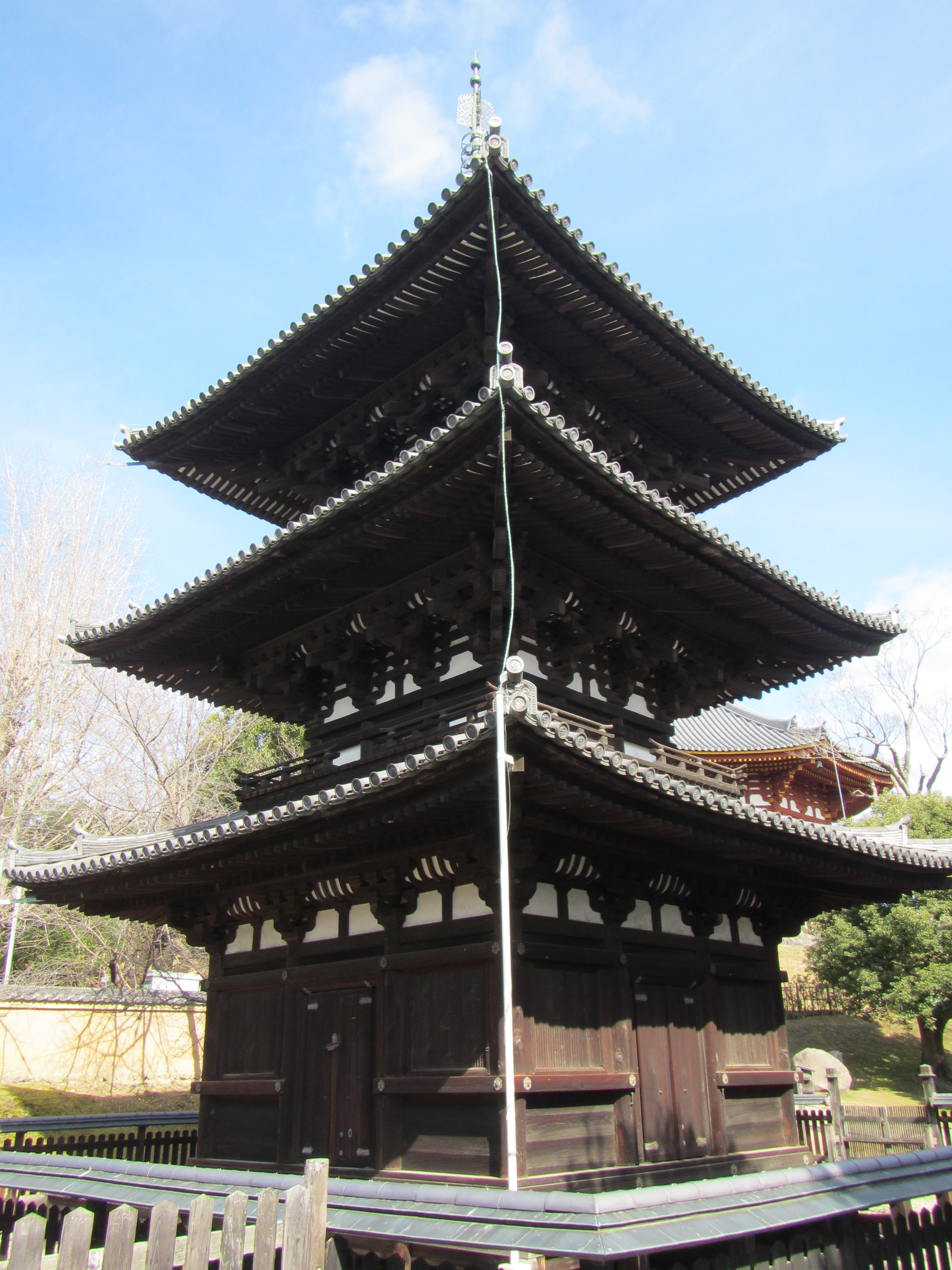
Pagoda cu 3 etaje